# XM5
Il fucile XM5 o XM7 è la variante del SIG MCX SPEAR per l'esercito americano, un fucile d'assalto camerato per cartucce calibro 6,8 × 51 mm, alimentato a gas, e progettato nel 2022 da SIG Sauer per il programma Next Generation Squad Weapon, e sostituire la carabina M4.

## Storia
Nel gennaio 2019, l'esercito degli Stati Uniti ha avviato il Next Generation Squad Weapon Program per individuare le armi che sarebbero andate a sostituire la carabina M4 e la mitragliatrice leggera M249. 
Nel settembre 2019, SIG Sauer presentò il prototipo XM5, progettato per sparare con la cartuccia SIG Fury da 6,8 × 51 mm in risposta alle preoccupazioni riguardo ad una peggior efficacia perforante nei moderni giubbotti antiproiettile del calibro 5,56 × 45 mm NATO (utilizzato nell'M4 e M249). Il 19 aprile 2022, l'esercito degli Stati Uniti ha assegnato a SIG Sauer un contratto di 10 anni per la produzione del fucile XM5, insieme alla mitragliatrice leggera L.M.G. XM250, per sostituire rispettivamente l'M4 e l'M249.